# Хвалински национални парк
 Хвалински национални парк  (рус. Хвалынский) обухвата брдовити Волга плато, прекривен мешовитим храстовим и четинарским шумама, дуж западне стране реке Волге. Налази се 1.000 км северно од Каспијског мора, у Саратовској области. Западно 10 км, од северног краја парка налази се град Хвалинск, а око 200 км североисточно Саратов на Волги. Обухвата површину од 255 км². Парк је званично основан 1994. године.

## Топографија
Парк се налази на Хваланскијском гребену, подигнутој висоравни која се протеже дуж западне обале реке Волге. Због тога што се налази у подножју гребена у саставу земљишта преовладава креда и лапор, земљишни састав рефлектује обимну ерозију из средишта гребена, са брдовитим тереном и бројним међусобно повезаним равницама и лукама. Различите форме земљишта стварају више микроклима и станишта. Највећа планина (Беленкаја, готово у потпуности од креде) је висока 369 m, а постоје још пет планина висине преко 250 m. Планине у парку углавном су прекривене шумама. Волга достиже своју највећу дубину (22 m) на територији парка.
Преко 90% површине парка је прекривена шумом. Постоје бројна изворишта подземних вода. Станишта обухватају борове и листопадне шуме, мале реке и шупљине, и различите врсте шума и степе.

## Клима
Клима је континентална, са топлим, сувим летима и умереним зимама. Зиме трају од краја новембра до почетка априла, са снежним покривачем просечне дебљине око 33 цм.

## Животиње
Због тога што се Хвалински парк граничи са многим еколошким зонама - шумама, полусувим степама, Волгом, планинама, ливадама и поточним долинама - има сложену разноврсност станишта. Ове различити облике станишта насељавају велики број различитих биљака и животиња, од којих су многе ретке или угрожене. Мали сисари су уобичајени, укључујући зечеве, даброве, лисице и вукове. Међу гмизавцима су уобичајени европски стајњак (шарка) и индикатор комплексног станишта.
Од предаторских птица срећу се бели орлови, орао рибар, и угрожени степски соко.

## Биљке
Дрвећа која претежно формирају шуме су храст (40%), липа (30%) и бор (21%), са много мањим уделом других врста, укључујући остатке воћњака на неким од рубних ивица парка. У парку је идентификовано преко 970 различитих васкуларних биљака, од којих су 26 ретке или угрожене (на листи су на званичној веб страници парка).

## Туризам
Туризам се из године у годину све више развија. Неке од главних атракција за туристе су "Путовање на дну древног мора" које наглашава геологију овог подручја, пећина Монака, музеј свакодневног живота сељака, капела и свети извор. Аутомобили нису дозвољени у заштићеној зони. Смештај у панионима је потребно резервисати унапред, или у оближњем граду Хвалинску. Око 30-35 хиљада људи посети парк годишње.
Репрезентативне животиње парка могу се видети зоо врту у парку, а претходним аранжманом посетиоци могу доживети "Хвалински сафари" у самом парку. На рубу парка налази се и ски центар, као и хотели у одмаралишту. У граду Хвалинску, североисточно од парка, налази се локални музеј историје. 